# معهد سولك للدراسات البيولوجية

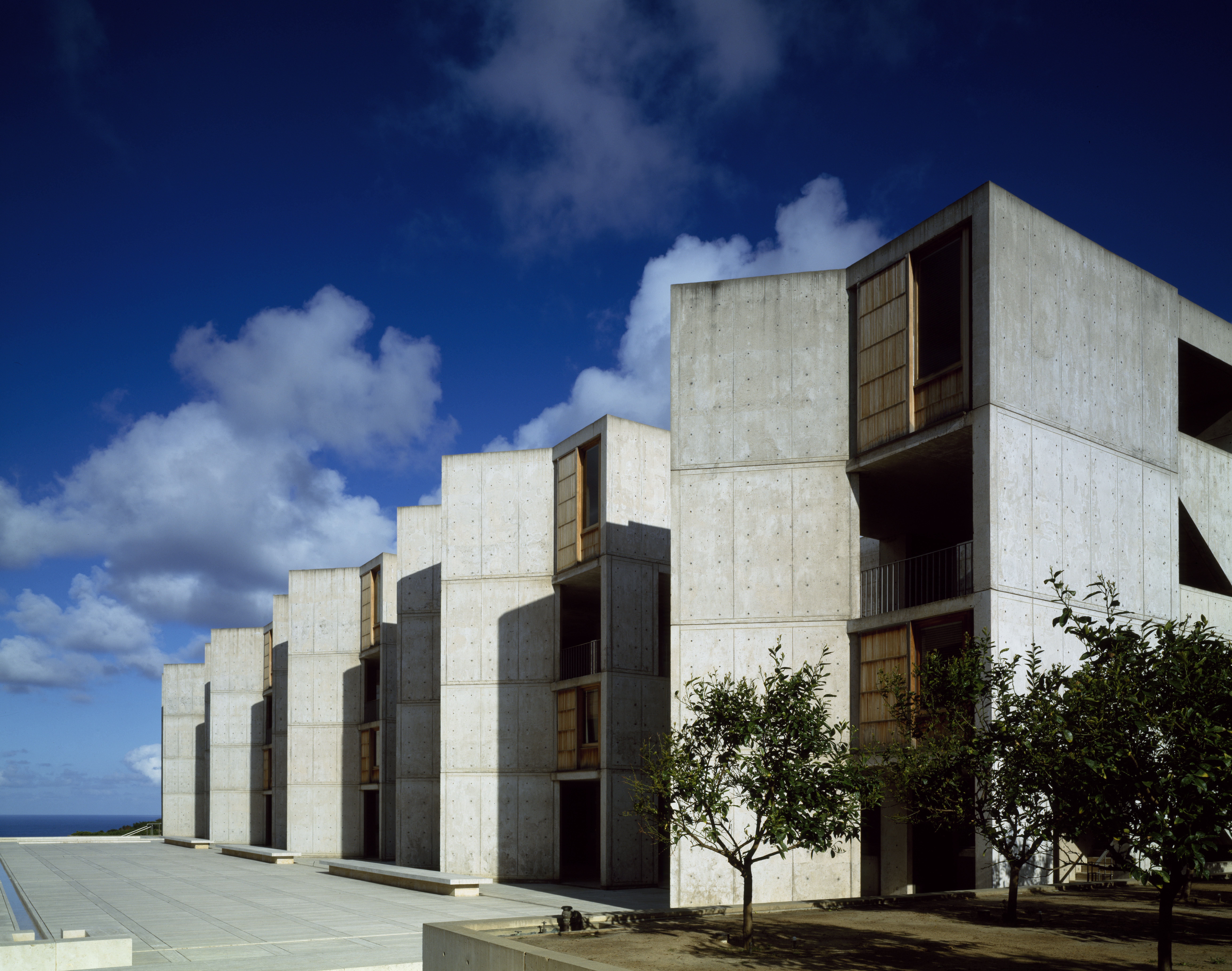
معهد سولك، صورة من الفناء الداخلي

معهد سولك للدراسات البيولوجية (بالإنجليزية: Salk Institute for Biological Studies)‏ هو معهد بحثي مستقل غير ربحي مقره مدينة لاهويا بولاية كاليفورنيا الأمريكية. أسسه جوناس سولك ـ مكتشف لقاح شلل الأطفال ـ سنة 1960، وشاركه في ذلك جاكوب برونوفسكي وفرنسيس كريك وغيرهما، غير أن بناء المعهد لم يكتمل إلا في ربيع سنة 1962. ويعد المعهد الآن واحدًا من أرقى المؤسسات البحثية في مجال علوم الحياة في الولايات المتحدة الأمريكية. وقد وضع ملحق التايمز للتعليم العالي معهد سولك على قمة تصنيفه لأفضل معاهد الأبحاث الحيوية الطبية في سنة 2004.

## الاهتمامات البحثية
يعمل بالمعهد قرابة 850 باحثًا موزعين على 60 مجموعة بحثية، وتتركز أبحاثه على ثلاثة مجالات هي علم الأحياء الجزيئي والوراثة، والعلوم العصبية، وبيولوجيا النبات. وتشمل موضوعات البحث مرض السرطان، وداء السكري، والعيوب الخلقية، وداء ألزهايمر، والشلل الرعاش، والإيدز، والبيولوجيا العصبية للغة الإشارة الأمريكية.

## تمويل المعهد
أنشئ المعهد بتمويل منظمة مارش أوف دايمز (بالإنجليزية: March of Dimes)‏ غير الربحية، التي ما زالت تمول المعهد إلى اليوم، كما يشارك في تمويل أبحاث المعهد كل من معاهد الصحة الوطنية الأمريكية ومعهد هوارد هيوز الطبي وبعض المنظمات الخاصة كشركة إبسن للأدوية بباريس ومؤسسة عائلة وايت.

## مباني المعهد
صمم مباني المعهد المعماري الأمريكي لويس كان، الذي كان ـ مثل سولك ـ منحدرًا من جذور يهودية روسية، وكان صديقًا مقربًا لسولك وشريكًا له. وقد عُدت مبانى معهد سولك الأصلية علامة من العلامات التاريخية في سنة 1991، كما أضافتها لجنة كاليفورنيا للمصادر التاريخية إلى السجل الوطني للأماكن التاريخية سنة 2006.

## باحثو المعهد الحاصلون على جائزة نوبل
حصل 11 عالمًا من المنتسبين إلى معهد سولك على جائزة نوبل، منهم ثلاثة يعملون الآن بالمعهد، هم إليزابيث بلاكبيرن وسيدني برينر وروجيه غيومين، وثلاثة رحلوا عن الحياة هم فرنسيس كريك وروبرت هولي وريناتو دولبيكو، وخمسة سبق لهم أن تدربوا بمعهد سولك ولا يعملون فيه الآن.